# Lijst van staatshoofden van Libië
Dit is een lijst van staatshoofden van Libië sinds de onafhankelijkheid van het land in 1951.

## Beknopt overzicht
| 1951-1969  | Koninkrijk Libië                                           |
| 1969-1977  | Libisch-Arabische Republiek                                |
| 1977-2011  | (Grote) Libisch-Arabische Socialistische Volks-Jamahiriyah |
| 2011-2013  | Libië                                                      |
| 2013-heden | Staat Libië                                                |

## Lijst van staatshoofden van Libië (1951-heden)

### Koninkrijk Libië(1951-1969)
| Monarch           | Monarch                                                      | Regeringsperiode | Regeringsperiode | Noten                           |
| ----------------- | ------------------------------------------------------------ | ---------------- | ---------------- | ------------------------------- |
| Idris I van Libië | Koning van Libië Idris I van Libië (1889-1983) (إدريس الأول) | 24 december 1951 | 1 september 1969 | Afgezet tijdens een staatsgreep |

### Libisch-Arabische Republiek(1969-1977)
| Voorzitter         | Voorzitter                                                                                  | Ambtstermijn     | Ambtstermijn | Partij                 | Noten                                                   |
| ------------------ | ------------------------------------------------------------------------------------------- | ---------------- | ------------ | ---------------------- | ------------------------------------------------------- |
| Moammar al-Qadhafi | Moammar al-Qadhafi (1942-2011) (معمر القذافي) Voorzitter van de Revolutionaire Commandoraad | 1 september 1969 | 2 maart 1977 | militair (kolonel) ASU | Kwam op 1/9/ 1969 tijdens een staatsgreep aan de macht. |

### (Grote) Libisch-Arabische Socialistische Volks-Jamahiriyah(1977-2011)
| Staatshoofd        | Staatshoofd | Ambtstermijn     | Ambtstermijn     | Partij         | Noten                                                                                                 |
| ------------------ | --- | ---------------- | ---------------- | -------------- | --- |
| Moammar al-Qadhafi | Moammar al-Qadhafi (1942-2011) (معمر القذافي) Voorzitter van de Revolutionaire Commandoraad Secretaris-Generaal van het Algemene Volkscongres                                       | 2 maart 1977     | 2 maart 1979     | ASU partijloos | |
|                    | Abdoel Ati al-Obeidi) (1939) (عبد العاطي العبيدي) Secretaris-Generaal van het Algemene Volkscongres                                                                                 | 2 maart 1979     | 7 januari 1981   | partijloos     | |
|                    | Muhammad az-Zaroeq Rajab (1940) (محمد الزروق رجب) Secretaris-Generaal van het Algemene Volkscongres                                                                                 | 7 januari 1981   | 2 februari 1984  | partijloos     | |
|                    | Mifta al-Usta Umar (1935-2010) (مفتاح الاسطى عمر) Secretaris-Generaal van het Algemene Volkscongres                                                                                 | 15 februari 1984 | 7 oktober 1990   | partijloos     | |
|                    | Abdoel Razzaq as-Sawsa (عبد الرزاق الصوصاع) Secretaris-Generaal van het Algemene Volkscongres                                                                                       | 7 oktober 1990   | 18 november 1992 | partijloos     | |
| Muhammad az-Zanati | Muhammad az-Zanati (الزناتى إمحمد الزناتي) Secretaris-Generaal van het Algemene Volkscongres                                                                                        | 18 november 1992 | 3 maart 2008     | partijloos     | |
|                    | Miftah Muhammed K'eba (مفتاح محمد كعيبة) Secretaris-Generaal van het Algemene Volkscongres                                                                                          | 3 maart 2008     | 5 maart 2009     | partijloos     | |
|                    | Imbarek Sjamech (1952) (امبارك عبدالله الشامخ) Secretaris-Generaal van het Algemene Volkscongres                                                                                    | 5 maart 2009     | 26 januari 2010  | partijloos     | |
|                    | Mohammed Aboe al-Quasim al-Zwai (1952) (محمد أبو القاسم الزوي) Secretaris-Generaal van het Algemene Volkscongres                                                                    | 26 januari 2010  | heden            | partijloos     | |
| Moammar al-Qadhafi | Moammar al-Qadhafi (1942-2011) (معمر القذافي) Broerderlijke Leider en Gids van de Revolutie van de Eerste September van de Grote Libisch-Arabische Socialistische Volks-Jamahiriyah | 2 maart 1977     | 20 oktober 2011  | partijloos     | Qadhafi bekleedde sinds 1977 geen officieel regeringsambt meer, maar was de de facto leider van Libië |

### Nationale Overgangsraad(2011-2012)
| Voorzitter | Voorzitter                                                       | Ambtstermijn | Ambtstermijn    | Partij     |
| ---------- | ---------------------------------------------------------------- | ------------ | --------------- | ---------- |
|            | Mustafa Abud al-Jeleil (1952) Voorzitter Nationale Overgangsraad | 5 maart 2011 | 8 augustus 2012 | partijloos |

### Staatshoofden van Libië (2012-2013)
| Voorzitter                                                                 | Ambtstermijn          | Ambtstermijn          | Partij          |
| -------------------------------------------------------------------------- | --------------------- | --------------------- | --------------- |
| Mohammed Ali Salim (1935) Waarnemend voorzitter Algemeen Nationaal Congres | 8 t/m 9 augustus 2012 | 8 t/m 9 augustus 2012 | partijloos      |
| Mohammed Magarief (1940) Voorzitter Algemeen Nationaal Congres             | 9 augustus 2012       | 8 januari 2013        | Nationale Front |

### Staatshoofden van deStaat Libië(2013-heden)
| Voorzitter | Voorzitter                                                                 | Ambtsperiode          | Ambtsperiode          | Partij          | Noten                                                                           |
| ---------- | -------------------------------------------------------------------------- | --------------------- | --------------------- | --------------- | ------------------------------------------------------------------------------- |
|            | Mohammed Magarief (1940) Voorzitter Algemeen Nationaal Congres             | 8 januari 2013        | 28 mei 2013           | Nationale Front |                                                                                 |
|            | Giuma Ahmed Atigha (1950) Waarnemend voorzitter Algemeen Nationaal Congres | 28 mei 2013           | 25 juni 2013          | partijloos      |                                                                                 |
|            | Nouri Abusahmain (1956) Voorzitter Algemeen Nationaal Congres              | 25 juni 2013          | 5 april 2016          | partijloos      | Vanaf 4 augustus 2014 niet meer internationaal erkend. Regerend vanuit Tripoli. |
|            | Abu Bakr Baira (1941) Waarnemend voorzitter Raad van Afgevaardigden        | 4 t/m 5 augustus 2014 | 4 t/m 5 augustus 2014 | partijloos      | Internationaal erkend.                                                          |
|            | Aguila Saleh Issa (1944) Voorzitter Raad van Afgevaardigden                | 5 augustus 2014       | 15 maart 2021         | partijloos      | Internationaal erkend tot 12 maart 2016. Regerend vanuit Tobroek.               |
|            | Fayez al-Sarraj (1960) Voorzitter van de Presidentiële Raad                | 30 maart 2016         | 15 maart 2021         | partijloos      | Internationaal erkend. Regerend vanuit Tripoli. Was tegelijkertijd premier.     |
|            | Mohamed al-Menfi (1976) Voorzitter van de Presidentiële Raad               | 15 maart 2021         | heden                 | partijloos      | Internationaal erkend. Regerend vanuit Tripoli.                                 |